# Medaillenspiegel der Olympischen Sommerspiele 1980
Diese Tabelle zeigt den Medaillenspiegel der Olympischen Sommerspiele 1980 in Moskau. Die Platzierungen sind nach der Anzahl der gewonnenen Goldmedaillen sortiert, gefolgt von der Anzahl der Silber- und Bronzemedaillen. Weisen zwei oder mehr Länder eine identische Medaillenbilanz auf, werden sie alphabetisch geordnet auf dem gleichen Rang geführt. Dies entspricht dem System, das vom Internationalen Olympischen Komitee (IOC) verwendet wird.
36 der 80 teilnehmenden Nationen gewannen in einem der 203 ausgetragenen Wettbewerbe mindestens eine Medaille. Von diesen gewannen 25 mindestens eine Goldmedaille. Simbabwe gewann erstmals überhaupt eine olympische Medaille, eine goldene.

## Medaillenspiegel
| Platz | Mannschaft             | Gold | Silber | Bronze | Gesamt |
| ----- | ---------------------- | ---- | ------ | ------ | ------ |
| 01    | Sowjetunion (URS)      | 80   | 69     | 46     | 195    |
| 02    | DDR (GDR)              | 47   | 37     | 42     | 126    |
| 03    | Bulgarien (BUL)        | 8    | 16     | 17     | 41     |
| 04    | Kuba (CUB)             | 8    | 7      | 5      | 20     |
| 05    | Italien (ITA)          | 8    | 3      | 4      | 15     |
| 06    | Ungarn (HUN)           | 7    | 10     | 15     | 32     |
| 07    | Rumänien (ROU)         | 6    | 6      | 13     | 25     |
| 08    | Frankreich (FRA)       | 6    | 5      | 3      | 14     |
| 09    | Großbritannien (GBR)   | 5    | 7      | 9      | 21     |
| 10    | Polen (POL)            | 3    | 14     | 15     | 32     |
| 11    | Schweden (SWE)         | 3    | 3      | 6      | 12     |
| 12    | Finnland (FIN)         | 3    | 1      | 4      | 8      |
| 13    | Tschechoslowakei (TCH) | 2    | 3      | 9      | 14     |
| 14    | Jugoslawien (YUG)      | 2    | 3      | 4      | 9      |
| 15    | Australien (AUS)       | 2    | 2      | 5      | 9      |
| 16    | Dänemark (DEN)         | 2    | 1      | 2      | 5      |
| 17    | Brasilien (BRA)        | 2    | —      | 2      | 4      |
| 0     | Äthiopien (ETH)        | 2    | —      | 2      | 4      |
| 19    | Schweiz (SUI)          | 2    | —      | —      | 2      |
| 20    | Spanien (ESP)          | 1    | 3      | 2      | 6      |
| 21    | Österreich (AUT)       | 1    | 2      | 1      | 4      |
| 22    | Griechenland (GRE)     | 1    | —      | 2      | 3      |
| 23    | Indien (IND)           | 1    | —      | —      | 1      |
| 0     | Belgien (BEL)          | 1    | —      | —      | 1      |
| 0     | Simbabwe (ZIM)         | 1    | —      | —      | 1      |
| 26    | Nordkorea (PRK)        | —    | 3      | 2      | 5      |
| 27    | Mongolei (MGL)         | —    | 2      | 2      | 4      |
| 28    | Tansania (TAN)         | —    | 2      | —      | 2      |
| 29    | Mexiko (MEX)           | —    | 1      | 3      | 4      |
| 30    | Niederlande (NED)      | —    | 1      | 2      | 3      |
| 31    | Irland (IRL)           | —    | 1      | 1      | 2      |
| 32    | Uganda (UGA)           | —    | 1      | —      | 1      |
| 0     | Venezuela (VEN)        | —    | 1      | —      | 1      |
| 34    | Jamaika (JAM)          | —    | —      | 3      | 3      |
| 35    | Guyana (GUY)           | —    | —      | 1      | 1      |
| 0     | Libanon (LBN)          | —    | —      | 1      | 1      |
|       | Gesamt                 | 204  | 204    | 223    | 631    |